# Gerstenrieder Kopf
Der Gerstenrieder Kopf ist ein 1421 m ü. NHN hoher Gipfel des Bergrückens Schergenwieser Berg in den Bayerischen Voralpen.

## Topographie
Der Gerstenrieder Kopf bildet neben der östlich gelegenen Hochalm den zweithöchsten Gipfel des Bergrückens, der sich über Brandkopf, Gerstenrieder Kopf, Hochalm bis zum Saurüsselkopf zieht. Auf diesem Bergrücken ist die Hochalm der einzige häufig besuchte Gipfel, so wird auch der Gerstenrieder Kopf nur selten und kurz weglos aber unschwierig aufgesucht.